# Petra van Staveren
Petra van Staveren   (Kampen, 2 de juny de 1966) és una nedadora neerlandesa, ja retirada, especialista en braça, que va competir durant la dècada de 1980.
El 1984 va prendre part en els Jocs Olímpics d'Estiu de Los Angeles on va disputar tres proves del programa de natació. Guanyà la medalla d'or en els 100 metres braça, mentre en els 200 metres braça fou desena i fou desqualificada en sèries en els 4x100 metres estils.
En el seu palmarès també destaquen una medalla de bronze al Campionat del Món de natació de 1986 i  una medalla de plata en el Campionat d'Europa de natació de 1983.